# Кот (община Иг)
Вижте пояснителната страница за други значения на Кот.
Кот (на словенски: Kot) е село в Словения, регион Средна Словения, община Иг. Според Националната статистическа служба на Република Словения през 2015 г. селото има 116 жители.